# ベネヴェント公国

ベネヴェント公国
Ducatus Beneventi

8世紀におけるベネヴェント公国

ベネヴェント公国（ベネヴェントこうこく、イタリア語: Ducato di Benevento）は、中世におけるイタリア最南端のランゴバルド系公国で、ベネヴェント、メッツォジョールノ（南イタリア）を中心としていた。ランゴバルド三侯国のひとつ。

## 歴史
570年に、ランゴバルド系公国の諸侯の中で、ゾットーネが最初に独立を果たした。
グリムヴァルト1世（Grimoaldo、662年 - 671年）はランゴバルド王も兼ね、当時公国はランゴバルド王国と密接に関わっていた。774年にカール大帝の侵攻でランゴバルド王国が滅亡すると、アリキス2世はベネヴェント侯（princeps）を名乗るようになる。
839年にベネヴェント侯シカールが暗殺された後、財務官であったラデルキス1世が侯位についたが、シカールの弟シコヌルフォとの間で侯位継承争いが起こった。そこで、皇帝ルートヴィヒ2世の調停により、849年に侯国はラデルキス1世のベネヴェント侯国と、シコヌルフォのサレルノ侯国とに分裂した。873年、東ローマ帝国が支配権を回復したが、895年にヴィドー家のスポレート公グイード4世が東ローマ軍を撤退させ、897年までベネヴェント侯国を支配した。短い独立期間の後、900年にはカプア侯アテヌルフォ1世に占領され、981年のパンドルフォ1世（鉄頭侯）の死までカプア侯による支配を受けた。その間、915年のガリリャーノの戦いではキリスト教同盟軍に参加してファーティマ朝と戦い、勝利した。981年、ベネヴェント侯国はカプア侯国から分裂し、再び独立した。
11世紀前半になると、ノルマン人が南イタリアへと侵攻、それに対処するため1047年に神聖ローマ皇帝ハインリヒ3世は南イタリアに入り、カプアでノルマン人の所領の承認を行った。ベネヴェントはその際に皇帝軍を入れず、教皇から破門された。それ以降、ベネヴェントを含めた南イタリアはノルマン人の支配下に入った。1050年にはベネヴェント侯パンドルフォ3世が追放され、翌1051年に教皇領となったものの、事実上ノルマン人の支配下にあった。教皇レオ9世はベネヴェントを奪回するため軍を組織し、1053年6月18日にチヴィターテでノルマン人と戦ったが、教皇軍は敗北し、レオ9世は捕われて翌年春までベネヴェントに置かれた（チヴィターテの戦い）。レオ9世は帰国後間もなく死去した。
1077年11月18日、教皇からベネヴェント支配を任されていたランドルフォ6世が死去した。同年のうちに、ノルマン人の傭兵ロベルト・イル・グイスカルドがベネヴェントを征服、1130年にルッジェーロ2世のもとシチリア王国が成立した。